# رودریگو مورا (بازیکن فوتبال، زاده ۲۰۰۷)
رودریگو مورا (انگلیسی: Rodrigo Mora؛ زادهٔ ۵ مهٔ ۲۰۰۷) بازیکن فوتبال اهل پرتغال است که در حال حاضر برای باشگاه فوتبال پورتو بی بازی می‌کند. 

## دوران ملی
وی همچنین در تیم‌های ملی فوتبال زیر ۱۵ سال پرتغال، زیر ۱۶ سال پرتغال و زیر ۱۷ سال پرتغال بازی کرده‌است.